# Neotheronia impressa
Neotheronia impressa är en stekelart som beskrevs av Krieger 1905. Neotheronia impressa ingår i släktet Neotheronia och familjen brokparasitsteklar. Inga underarter finns listade i Catalogue of Life.